# كهن زارتش (كوه بنج)
كهن زارتش (بالفارسية: کهن زارچ) هي قرية تقع في إيران في البلدة المركزية.